# Campolongo Tapogliano
Campolongo Tapogliano (Cjamplunc Tapoian en friulano) es una localidad y comune italiana de la provincia de Udine, región de Friuli-Venecia Julia, con 1.213 habitantes.
Fue creada en 2009 por la fusión de los antiguos municipios de Campolongo y Tapogliano, tras el referéndum favorable del 25 de noviembre de 2007, con un porcentaje de 85,47% de los votos.

## Ciudades hermanadas
- Montgiscard.